# Baía de Ana Chaves

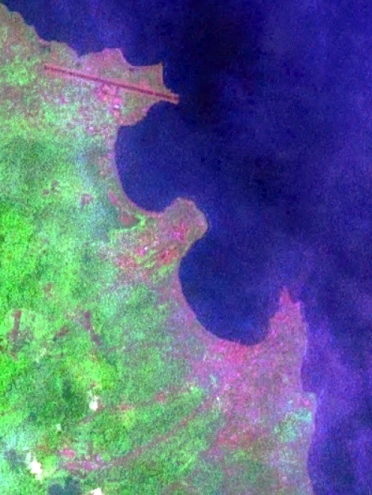
Satellitenaufnahme der Baía de Ana Chaves.

Die Baía de Ana Chaves (en.: Ana Chaves Bay) ist eine Bucht an der Nordostküste der Insel São Tomé im Inselstaat São Tomé und Príncipe. Sie ist nach der Grundherrin Ana Chaves (bl. 16. Jh.) benannt.

## Geographie
Die Bucht liegt an der Nordküste der Insel. Sie gehört zum Distrikt Água Grande und ist das landschaftsbestimmende Element für den Distrikt mit der Hauptstadt São Tomé. Sie erstreckt sich von der Ponta Oque del Rei im Norden bis zur Ponta São Sebastião im Süden. Die Forte de São Sebastião (heute São Sebastião Museum), steht auf der Ponta São Sebastião. Der Hafen von São Tomé wurde Ende der 1950er auf aufgefülltem Land errichtet. Er erstreckt sich ca. 300 m nördlich der Ponta São Sebastião im ehemaligen Mündungsbereich des Flüsschens Água Grande; ein Kai reckt sich 200 m in die Bucht mit einer Wassertiefe von 3 m entlang des Kais. Der Hafen ist der Hauptumschlagplatz für alle Feststoffe während der Hafen von Neves der Haupthafen für Erdöl ist. Die Bucht ist im Allgemeinen seicht und bietet Ankerplätze für kleinere Schiffe. Auf der Ponta Oque del Rei befindet sich der Flughafen São Tomé, die Bucht ist durch eine Landzunge mit dem Hospital Ayres de Menezes zweigeteilt. Im Süden befindet sich das Stadtzentrum von São Tomé, während im Norden die Strände Praia Emília, Baza do Ana Chaves, Praia Lagarto und Praia Nazaré zum Baden einladen.

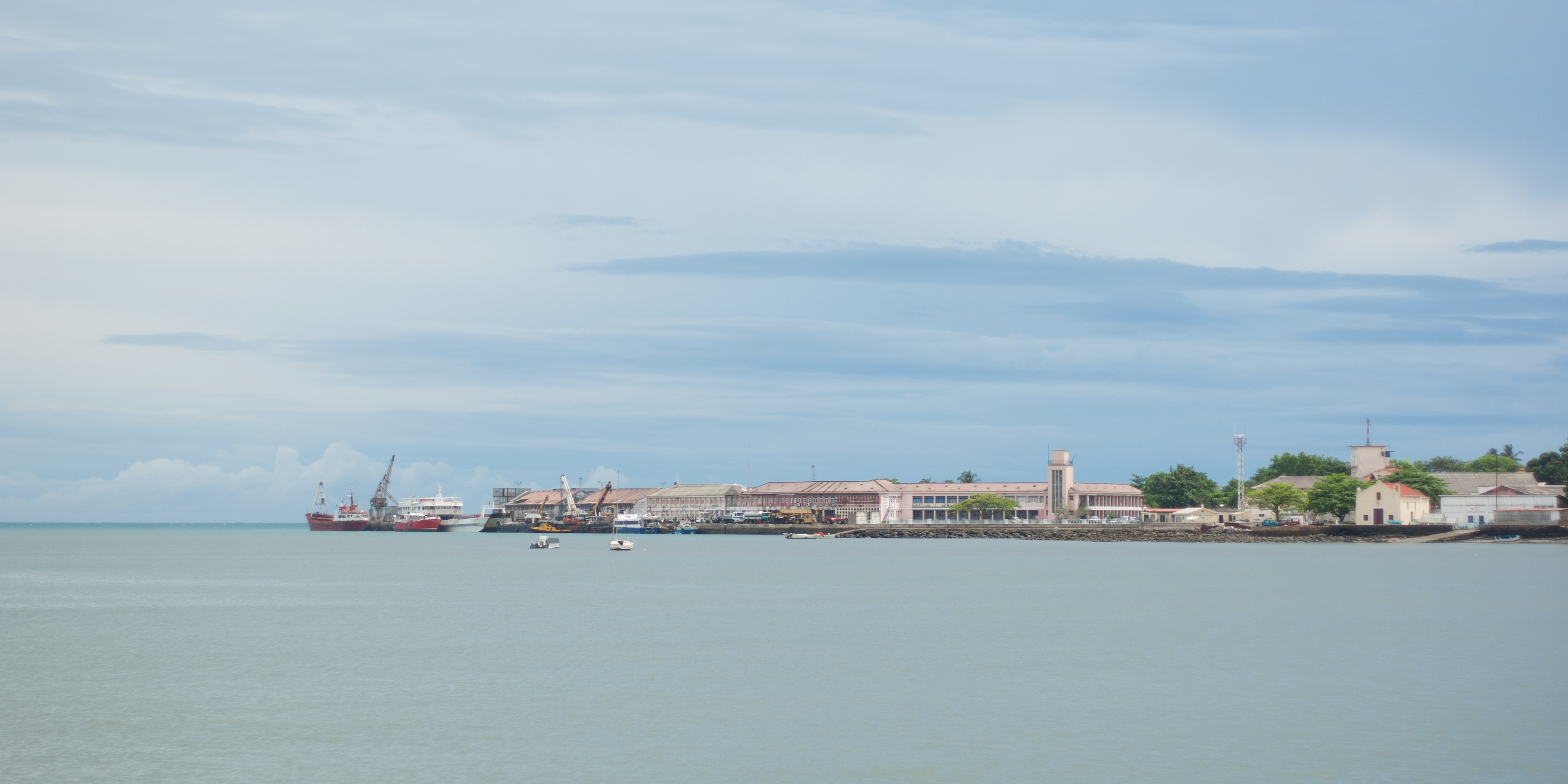
Ana Chaves Bay und das Zentrum von São Tomé.

Es gibt einen Leuchtturm an der Ponta Oque del Rei am Nordwestende der Bucht. Dieser wurde 1994 errichtet. Er hat eine Feuerhöhe von 9 m und eine Reichweite von 6 Seemeilen. An der Forte de São Sebastião befindet sich der Farol de São Sebastião. Er wurde 1928 erbaut. Dessen Feuerhöhe sind 14 m und seine Reichweite 12 nmi.
2011 vereinbarte die Regierung von São Tomé und Príncipe ein langfristiges Nutzungskonzept mit der staatlichen angolanischen Ölfirma Sonangol, zur Nutzung und zum Ausbau des Hafens. Sonangol hat Berichten zufolge 30 Mio. Dollar zum Bau einer Freihandelszone investiert.